# Кастанеда, Мовита
Мари́я «Мови́та» Кастане́да (англ. Maria «Movita» Castaneda; 12 апреля 1916 — 12 февраля 2015) — американская актриса и певица.

## Биография
Мовита, американка мексиканского происхождения, родилась в Аризоне. За период своей карьеры Мовита снялась 38-ми фильмах и телесериалах. На киноэкранах она часто играла роли экзотических женщин и певиц, таких как Техани в «Мятеже на Баунти» (1935), Араи в «Урагане» (1937) и Гваделупа в «Форте Апачи» (1948).
В 1939—1944 года Мовита была замужем за актёром Джеком Дойлом (1913—1978). В 1960—1962 года Кастанеда была замужем за актёром Марлоном Брандо (1924—2004). От Брандо она родила двоих детей — сына Майко Кастанеда Брандо (род. 1961) во время их брака и дочь Ребекку Кастанеда Брандо (род. 1966) во время их краткого воссоединения.
После 1958 года Мовита почти не снималась. В 1987 году она вернулась к актёрской карьере, появившись в последующие два года в 14 эпизодах телесериала «Тихая пристань». Мовита Кастанеда умерла в феврале 2015 года в реабилитационном центре Лос-Анджелеса в возрасте 98 лет, куда попала с травмой шеи.